# Thyssen (Unternehmerfamilie)

Wappen von Hans Heinrich Thyssen-Bornemisza de Kászon

Thyssen ist eine deutsche Unternehmerfamilie, die ursprünglich aus Aachen stammte. Die Familiengeschichte ist eng mit den Unternehmen Thyssen AG, ThyssenKrupp und ThyssenKrupp Marine Systems verbunden.

## Geschichte
Isaak Lambert Thyssen (1685–1773) ging wegen des Brandes seines Gutes bei Schlottfeld in das nahe Aachen, war dort ab 1740 städtischer Heumesser und für den Brandschutz in den Scheunen verantwortlich. Isaak Lamberts Sohn Nikolaus (1727–1778) wurde Bäcker und Obermeister der örtlichen Zunft und gehörte dem Kleinen Rat der Stadt an. Sein ihm gleichnamiger Sohn Nikolaus Thyssen (1763–1814), erlernte ebenfalls das Bäckerhandwerk, trat daraufhin als beigeordneter Sekretär in die Dienste der Stadt Aachen und organisierte 1811 die Festlichkeiten anlässlich der Taufe des Sohnes Napoleons I. Er war von 1792 an mit Christine Nellessen (1766–1818) verheiratet, die einer angesehenen Unternehmerfamilie Aachens entstammte und sich bald an der Aachener Feuerversicherungsgesellschaft und an der Draht-Fabrik-Compagnie in Eschweiler beteiligte.
Ihr gemeinsamer Sohn Johann Friedrich Thyssen (1804–1877) durchlief eine kaufmännische Ausbildung, namentlich eine Banklehre und heiratete 1838 seine Cousine Katharina Thyssen (1814–1888), die Tochter des Aachener Spezereiwarenhändlers Isaak Thyssen. Er gründete im März 1822 mit den Aachener und Eschweiler Fabrikanten Monheim, Friedrich Englerth, Ludwig Beissel und Jacob Springsfeld in Form einer Aktiengesellschaft unter der Firmierung Draht-Fabrik-Compagnie in Eschweiler mit Sitz in Aachen Deutschlands erste Walzdrahtfabrik und hatte von 1834 bis 1859 als Direktor die technische und die kaufmännische Leitung des Unternehmens inne. Er gründete ferner Mitte des 19. Jahrhunderts ein privates Bankgeschäft in Eschweiler.

August Thyssen (1842–1926) auf Schloss Landsberg

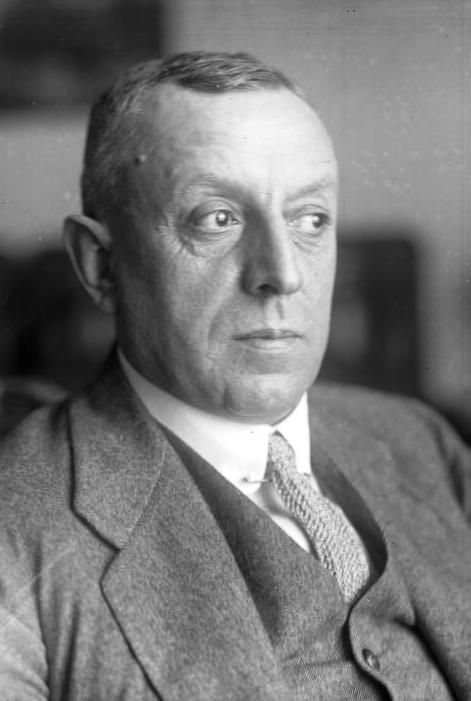
Fritz Thyssen (1873–1951)

Maschinengeschriebene Globalaktie der August Thyssen-Bank AG vom Juni 1955

Johann Friedrichs Söhne August Thyssen (1842–1926) und Joseph Thyssen (1844–1915) arbeiteten zunächst im Bankhaus ihres Vaters. 1867 gründete August mit mehreren Verwandten in Duisburg in der damaligen preußischen Rheinprovinz das Eisenwerk „Thyssen-Foussol & Co“. 1870 wurde die Gesellschaft aufgelöst und Thyssen gründete mit dem erlösten Kapital in Styrum bei Mülheim an der Ruhr das Walzwerk Thyssen & Co., das die Keimzelle für einen der größten integrierten europäischen Montankonzerne, die August Thyssen-Hütte, bilden sollte. 1872 heiratete August Thyssen Hedwig Pelzer (1854–1940), Tochter des Mülheimer Gerbereibesitzers Johann Heinrich Pelzer; der Ehe entstammten vier Kinder. 1903 erwarb August Thyssen das Schloss Landsberg (Ratingen), das er nach seinem Tod 1926 einer Familienstiftung hinterließ, der August-Thyssen-Stiftung Schloß Landsberg, die es bis heute besitzt; im Bergfried befindet sich die Grablege der Familie. Zusammen mit Hugo Stinnes war August Thyssen einer der Gründer der RWE. Sein jüngerer Bruder Joseph Thyssen war zeitlebens sein engster Mitarbeiter und Vertrauter; unter anderem war er 1898 Gründungsvorstand des Mülheimer Bergwerks-Vereins. 1913 wurde das Vermögen der Familie Thyssen mit 80 Millionen Mark angegeben.
Der älteste Sohn Augusts, Fritz Thyssen (1873–1951), brachte nach dem Tod seines Vaters 1926 wesentliche Teile des Konzerns in die Vereinigte Stahlwerke AG ein. 1926 gründete er die Internationale Rohstahlgemeinschaft. 1931 beteiligte er sich an der Bildung der „Harzburger Front“ gegen die Weimarer Republik und unterstützte seit 1932 Adolf Hitler. Er kritisierte jedoch die Judenpogrome und den sich abzeichnenden Krieg und emigrierte 1939 unter Protest in die Schweiz; diese Provokation beantwortete das NS-Regime durch Enteignung seines gesamten Besitzes in Deutschland und später mit Ausbürgerung. Ende 1940 in Frankreich verhaftet, blieb er bis Kriegsende 1945 mit seiner Frau in verschiedenen Konzentrationslagern interniert. Seine Frau und die gemeinsame Tochter Anita Gräfin Zichy-Thyssen (1909–1990) begleiteten nach dem Zweiten Weltkrieg den organisatorischen Wiederaufbau der Thyssen-Gruppe in Deutschland. 1959 errichteten die beiden Erbinnen die Fritz Thyssen Stiftung zur Förderung der Wissenschaften mit einem Kapital von nominell 100 Millionen DM Aktien des seit 1953 als August Thyssen-Hütte AG firmierenden Konzerns. Nachdem die Stifterin und ihre Söhne 1988 von einflussreichen Industriemanagern aus dem Stiftungskuratorium verdrängt worden waren, veräußerten die in Argentinien lebenden Söhne Claudio und Frederico Zichy-Thyssen 1995 ihre verbliebenen 16,6 % Aktien der Thyssen AG. Die Thyssen AG verschmolz 1999 mit KruppHoesch zur ThyssenKrupp AG.
Fritz’ jüngerer Bruder Heinrich Thyssen (1875–1947) hatte 1906 Margit Freiin Bornemisza de Kászon et Impérfalva (1887–1971) geheiratet und war ungarischer Staatsbürger geworden; da er sich von seinem Schwiegervater adoptieren ließ, führte er daraufhin den Namen Baron Thyssen-Bornemisza de Kászon. 1912 trat er in den Vorstand der Steinkohlenbergwerksgesellschaft Gewerkschaft Deutscher Kaiser ein. 1913 wurde das Vermögen der Familie Thyssen auf 80 Millionen Mark geschätzt. Nach dem Ende des Ersten Weltkriegs zog Heinrich Thyssen nach Den Haag und steuerte von dort die Thyssenschen Auslandsunternehmen. Er wollte unternehmerische Abhängigkeiten vermeiden, weshalb er es nach dem Tod des Vaters 1926 ablehnte, sich mit seinem Erbe an dem neu entstehenden Trust Vereinigte Stahlwerke AG zu beteiligen. Aus diesem Grund wurde das industrielle Erbe August Thyssens zwischen den Brüdern Fritz und Heinrich aufgeteilt. Bei Gründung der Vereinigten Stahlwerke 1926 durch Fritz brachte Heinrich seinen Teil des Familienerbes in die August Thyssensche Unternehmungen des In- und Auslandes GmbH ein. Dazu gehörten insbesondere die niederländischen Bank-, Handels- und Transportgesellschaften, aber auch deutsche Firmen (August Thyssen-Bank AG, Preß- und Walzwerk AG, Thyssensche Gas- und Wasserwerke GmbH u. a.) Heinrich Thyssen baute seine eigene Unternehmensgruppe um das Röhrenwerk in Düsseldorf-Reisholz und das heute nicht mehr existierende Stahlwerk in Düsseldorf-Oberbilk, das seit 1906 zum Konzern gehörte, auf. Ferner war er Großaktionär des Bremer Vulkan. Die meisten Firmen wurden später in einer selbstständigen Unternehmensgruppe Thyssen-Bornemisza organisatorisch vereint, die sich in den folgenden Jahrzehnten zu einer vorwiegend international tätigen Holding für zahlreiche, breitgefächerte industrielle und Dienstleistungsaktivitäten entwickelte. 1932 übersiedelte Heinrich Thyssen in die Schweiz und machte sich in Lugano als Kunstsammler einen Namen.
Heinrichs Sohn, Hans Heinrich Thyssen-Bornemisza de Kászon (1921–2002), führte die Auslandsunternehmen, insbesondere in den Niederlanden, fort. Er verlegte die Gemäldesammlung seines Vaters aus der Schweizer Villa Favorita in das neu gegründete Museo Thyssen-Bornemisza in Madrid. Dessen ältester Sohn, Georg Heinrich Baron Thyssen-Bornemisza (1950–2022), führte die Unternehmungen mit Firmensitz auf Malta von Monaco aus fort. Dabei handelt es sich um die TBG (Thyssen-Bornemisza Group) Holdings N.V., die ein Konglomerat äußerst verschiedener Unternehmen in Europa und Amerika bündelt, etwa einen Datenbankanbieter, den Pumpenhersteller SIHI Group, ein Ölforschungsunternehmen, einen Produzenten von Satellitenantennen, ein Schiffsbauunternehmen, Investmentverwaltung sowie Immobilien und Landwirtschaft. Die Thyssen-Bornemisza Group erwirtschaftet jährlich mehr als zwei Milliarden Euro. Für Georg Heinrichs Geschwister wurden bei der Erbteilung Teile der Gruppe ausgegliedert und in eigene Holdings überführt.

## Familienangehörige
Der Familie gehören unter anderem an:
1. Johann Friedrich Thyssen (1804–1877) ⚭ (seine Cousine) Katharina Thyssen (1814–1888)
  1. August Thyssen (1842–1926) ⚭ Hedwig Pelzer (1854–1940)
    1. Fritz Thyssen (1873–1951) ⚭ Amélie zur Helle (1877–1965)
      1. Anita Thyssen (1909–1990) ⚭ Gabor Ödon Graf Zichy von Zich und Vásonykeö (1910–1974)
        1. Frederico (* 1937)
        2. Claudio (* 1942)

    2. August Thyssen junior (1874–1943)
    3. Heinrich Thyssen (1875–1947) ⚭ Margit Freiin Bornemisza de Kászon et Impérfalva (1887–1971)
      1. Henrik Gábor István Ágost Freiherr Thyssen-Bornemisza de Kászon et Impérfalva (1907–1981)
      2. Margit von Batthyány (1911–1989) ⚭ Ivan von Batthyány (1910–1985)
      3. Gabrielle Wilhelmine Hedwige Marie Freiin Thyssen-Bornemisza de Kászon et Impérfalva (* 1916)
      4. Hans Heinrich Thyssen-Bornemisza de Kászon (1921–2002), fünfmal verheiratet
        1. Georg Heinrich Baron Thyssen-Bornemisza (1950–2022) ⚭ Katharina Eleonore Gräfin von Meran
          1. Simon (* 2001)

        2. Francesca (* 1958) ⚭, o|o Karl Habsburg-Lothringen
          1. Eleonore (* 1994)
          2. Ferdinand Zvonimir (* 1997)
          3. Gloria (* 1999)

        3. Lorne (* 1963) ⚭ Alexandra Wright
          1. Julia (* 2006)

        4. Alexander (* 1974)

    4. Hedwig Thyssen (1878–1960) ⚭I Ferdinand Freiherr von Neufforge (1869–1942); ⚭II Miksa (Max) von Berg (1859–1925)[11]
      1. Hedwig von Neufforge (1900–1962)
      2. Maximiliane von Berg-Thyssen (1908–2004) ⚭IV Adalbert Orgovanyi-Hanstein[12]
        1. Attila Orgoványi-Hanstein (* 1946; † 1987)
          1. Diana Orgovanyi-Hanstein (* 1972) ⚭ Johannes (Prinz) von Schwarzenberg (* 1967; Sohn des Karel von Schwarzenberg)

        2. Ildikó Alexandra von Berg (* 1951; † 2015 auf Schloss Schwarzenegg)[13]

      3. Mignon von Berg-Thyssen (1917–1958) ⚭ Friedrich von Wurmbrand-Stuppach (1904–1997)

  2. Joseph Thyssen (1844–1915) ⚭ Klara Bagel (1856–1918)
    1. Julius Thyssen (1881–1946)
    2. Johanna Thyssen (1883–1887)
    3. Hans Thyssen (1890–1943)
      1. Bodo Thyssen (1918–2004) ⚭ Renate Kerkhoff (* 1939)
      2. Hans Eberhard Thyssen (1919–2019)

## Film
- Deutsche Dynastien – Die Thyssens. Dokumentarfilm, Deutschland, 2010, 44 Min., Buch und Regie: Julia Melchior und Sebastian Dehnhardt, Produktion: WDR, Reihe: Deutsche Dynastien, Erstausstrahlung: ARD, 8. November 2010, Inhaltsangabe (Memento vom 23. August 2011 im Internet Archive) der ARD.